# Kobrinskij
I Kobrinskij (in lituano Kobrinskiai; in ucraino Кобринські?) furono una nobile famiglia attiva dal 1386 circa al 1518 nel Granducato di Lituania. Il capostipite di questa discendenza era Roman Fedorovič, figlio di Teodoro di Ratno e nipote di Algirdas, granduca di Lituania rimasto al potere dal 1345 al 1377. Il nome della famiglia deriva da Kobryn, dove aveva sede il principale possedimento amministrato dal principe Roman. La famiglia non si ramificò molto, estinguendosi infatti già con i nipoti del già citato duca Roman (morto nel 1431). Da una moglie sconosciuta, quest'ultimo ebbe un figlio, tale Simeone Kobrinskij (morto dopo il 1454). Quest'ultimo ebbe a sua volta tre figli dalla moglie, la principessa Juliana Semenovna Holšanskaja:
- Ivan (morto nel 1490 circa), sposatosi con Sofia Ivanovna Rohatynska;
- Maria, sposatasi il principe Ivan Vasilevič Krasny;
- Anna (morta nel 1518), sposatasi con il principe Fyodor Bielski e poi con Waclaw Kostewicz.